# Pirenei Atlantici
Pirenei Atlantici (in francese Pyrénées-Atlantiques; in basco Pirinio Atlantikoak) è un dipartimento francese della regione Nuova Aquitania.

## Geografia fisica
Il territorio del dipartimento confina con Landes a nord, Gers a nord-est e Alti Pirenei a est.
A sud confina con le province spagnole di Huesca in Aragona, di Navarra e di Gipuzkoa nei Paesi Baschi.
È bagnato a ovest dal Golfo di Biscaglia.
Le principali città, oltre al capoluogo Pau, sono Bayonne e Oloron-Sainte-Marie.

## Storia
Il dipartimento è stato creato dopo la Rivoluzione francese, il 4 marzo del 1790, in applicazione della legge del 22 dicembre del 1789, a partire dal territorio della provincia della Guienna. Inizialmente il nome del dipartimento era Basses-Pyrénées (Bassi Pirenei), fu modificato in Pirenei atlantici il 10 ottobre 1969.
Comprende due regioni storiche perfettamente differenziate fra di loro: il Béarn, che occupa tutta la parte orientale del dipartimento (circa il 63% del territorio ed il 60% della popolazione) e Iparralde (Paese basco settentrionale) quella occidentale (con il restante 37% del territorio e il 40% di popolazione), formata dalle regioni di Bassa Navarra, Labourd, Soule. All'interno del bearnese sono rimaste due enclavi che raggruppano alcuni comuni degli Alti Pirenei (dipartimento facente parte del Midi-Pirenei): si tratta di un retaggio storico derivante dal Medioevo, che è stato rispettato al momento della suddivisione territoriale dei dipartimenti.